# Le Palais
Le Palais (bret. Porzh-Lae) – miejscowość i gmina we Francji, w regionie Bretania, w departamencie Morbihan.
Według danych na rok 1990 gminę zamieszkiwało 2435 osób, a gęstość zaludnienia wynosiła 140 osób/km² (wśród 1269 gmin Bretanii Le Palais plasuje się na 245. miejscu pod względem liczby ludności, natomiast pod względem powierzchni na miejscu 584.).